# Star Wars Uncut
Star Wars Uncut è un remake non ufficiale del film Guerre stellari fatto da fan del film. Si tratta di un rifacimento fatto inquadratura per inquadratura del film di Lucas del 1977. È stato realizzato da 473 segmenti di circa quindici secondi l'uno da partecipanti sparsi in tutto il mondo. Il film completo è stato reso disponibile gratuitamente su Internet nel mese di agosto 2010.

## Produzione
Il progetto è stato ideato da Casey Pugh, uno sviluppatore web che aveva 25 anni al momento della realizzazione.
Nel luglio 2009, Pugh ha creato un sito web dove i fan potranno iscriversi per ricreare scene specifiche di 15 secondi tratte da Guerre Stellari (la Special Edition del 1997) Come nelle riprese di un normale film, più scene sono state presentate per ogni scena, e si è votato per determinare quali sarebbero stati aggiunti alla versione finale del film. Anche se le scene riflettono il dialogo e le immagini del film originale, ogni scena viene creata con uno stile diverso, come il live-action, l'animazione e la stop-motion.
Molte sequenze sono realizzati in maniere volutamente grezzi, a basso budget, altre in uno stile volutamente comico, e gli attori non sempre assomigliano al cast originale. Ad esempio una scena è stata fatta in stop-motion usando il Lego Star Wars. Un'altra imita lo stile di animazione del film dei Beatles del 1968 Yellow Submarine. Altre scene sono parodie specifiche di sottogeneri della cultura pop come i cartoni animati anime ed i film grindhouse.
Annelise Pruitt è stata la progettista del sito web Star Wars Uncut, Jamie Wilkinson ha lavorato come sviluppatore e Chad Pugh come designer.

## Riconoscimenti
Star Wars Uncut ha vinto uno speciale Emmy Award il 21 agosto 2010. I produttori sono stati invitati a presentarlo ai premi da Richard Cardran, membro della National Academy of Television Arts and Sciences e già vincitore di un premio Emmy. Annelise Pruitt, Jamie Wilkinson, Casey Pugh e Chad Pugh hanno ricevuto un premio Emmy ciascuno.